# Khodanapur, Sampgaon
Khodanapur là một làng thuộc tehsil Sampgaon, huyện Belgaum, bang Karnataka, Ấn Độ.